# Видински санџак
Видински санџак је била турска војно-административна јединица која је успостављена 1396. године.

## Стварање Видинског санџака
Након Никопољске битке 1396. Турци су освојили балканске земље и оформили Видински санџак. Видински санџак је означавао војну област за наставак борбених упада у Влашку, Молдавију, Угарску и Деспотовину. Могу се пронаћи многи документи који потврђују ратне сукобе. У војном погледу Видински и Никопољски санџак су сарађивали.

## Границе санџака
Границе овог санџака нису довољно прецизне, али се помиње да су биле од Видина до Голупца.

## Крајњи циљ
Крајњи циљ санџака био је учвршћивање турске границе на Дунаву, и наравно наставак освајања суседних области.

## Гургусовац у време санџака
Гургусовац је у то време био село. Статус вароши (града) добио је тек када је у њему изграђен турски шанац са посадом. По налогу Мехмеда Освајача извршен је попис свих насеља и домаћинства у санџаку. Гургусовац је имао 10 кућа, годишњи приход од 1.111 акчи и тада је установљено да има 199 тимарских поседа на којима је војно – административну власт имао спахија. Посед се добијао царским беретом или наслеђем. Тимар се састојао од једног до 3 села. На челу санџака је био санџак – бег.

## Распад Видинског санџака
Дошло је до реорганизације турске управе. Почетком XVIII века турско царство је добило нове административне јединице. Видински санџак је тако трајао до 1833. када се тимочки народ напокон ослободио од турске окупације, која је трајала 437 година.